# Hans Willenpart
Hans Willenpart (* 1. Dezember 1927 in Scheibbs; † 16. Mai 1980) war ein österreichischer Bergsteiger.

## Das Matterhorn
1954 bestieg Willenpart zusammen mit Josef Larch und Leo Forstenlechner als Achter das Matterhorn über die Nordwand.

## Der Gasherbrum II
1956 beschloss die Österreichische Himalaya-Gesellschaft, eine Erstbesteigung des Gasherbrum II zu versuchen. Neben Hans Willenpart wurden noch Fritz Moravec und Josef Larch für das Team ausgewählt. Die Tour begann mit einer 11-tägigen Schiffsreise, welche in Karatschi in Pakistan endete. Von dort ging es per Bahn in das 1.500 km entfernte Rawalpindi. Von dort flogen sie mit einer DC3 nach Skardu weiter. Ab Juni 1956 wurde mit der Erkundung des Berges begonnen, dazu wählte man die Süd-West-Route. Auf einer Höhe von 6800 Metern wurde das Basislager eingerichtet. Am 7. Juli 1956 wurde der Gipfel des Berges erreicht.

## Würdigung
Willenpart stammt aus Scheibbs und war nach diesem Erfolg auch Ehrenbürger der Stadt.